# Толпечицы
Толпе́чицы (бел. Таўпечыцы) — деревня в составе Княжицкого сельсовета Могилёвского района Могилёвской области Республики Беларусь.
Деревня расположена на расстоянии 27 км от Могилева.

## Происхождение названия
Версия происхождения топонима со слов местной жительницы Репетуевой Анастасии Ильиничны, 1923 г. р.: жили в деревне крестьяне, которые толкли ногами глину для печей кирпичного завода рядом. По её словам, когда случались между деревнями Толпечицы и Говяды общие события, праздники раздавался клич: «Братцы-гавядцы, таўпечане iдуць!»
Наличие рядом топонимов Браково и Браковщина, наводит на мысль, что туда селили крестьян не пригодных к работе на кирпичном заводе.
Недалеко от деревни протекает речка Лахва. На археологическом материале белорусским историком Николаем Ивановичем Ермоловичем было доказано, что гидроним Лахва — это заимствованное балтское название, как и Лотва, Литва. Балты, выделившиеся из финско-угорских племен, жили здесь в железном и бронзовом веке и были частично ассимилированы и частично вытеснены к Балтийскому морю пришедшими славянскими племенами.

## Географическое положение
Ближайшие населённые пункты: Личинка, Селище, Старая Водва, Говяды, Малые Лозицы, Браково, Лохва, Лужки, Езерщина, Перекоп.

## История
Упоминается в 1642 году как деревня в Оршанском повете ВКЛ. В 1675 упоминается как деревня во владении Михала Цехановецкого.
В конце 1930-х после начала коллективизации, деревня Толпечицы значительно расширилась: сюда начали свозить людей с хуторов. Первый колхоз носил название «Адраджэння» (Возрождения). Деревня пережила и коллективизацию и продразверстку. Голодали в 1933—1934 и в 1937—1938 годов. Председатель Репетуев Илья Иванович (1895 года рождения), снят с должности в 1937 году, за то, что разрешил колхозницам, грузившим картофель на Оршу и Ленинград, взять домой по корзине картофеля.
До Великой Отечественной войны в деревне насчитывалось около 100 дворов и 350 жителей. Рядом был большой лес, который соединялся с другими лесами. Партизаны, отправляясь на задание на железно-дорожные пути, заходили в Толпечицы; в деревне для них пекли хлеб. 
В мае (по другой информации в июне) 1943 года деревня Толпечицы была сожжена немецко-фашистскими карателями за связь и поддержку местными жителями партизан Белыничской партизанской зоны. Когда сожгли Горяны и соседние деревни, жители отрыли под хатами подземные лазы в свои огороды, входы в которые начинались из-под печей, выставляли дежурного, который должен был оповестить о движении военной автоколонны в сторону деревни. Но это не помогло: в акции участвовали и местные полицаи. Убито и задохнулось от дыма в подземных лазах-убежищах 70 человек молодежи (думавших, что снова будет угон на работу в Германию). Сельчан вывели за деревню к кладбищу и построили перед пулеметным расчетом, люди прощались друг с другом, вещи и хлеб брать с собой каратели не разрешили. Немцы медлили, ждали начальство. Начало вечереть и накрапывал дождь, приехал немецкий офицер высокого ранга с сопровождением и сказал: «Немецкое командование дарует вам жизнь. Идите в лес к своим бандитам». Фамилии людей, переживших эти события: Музыкантов Иван, Попелушко, Репетуевы…
Выжившие толпечанцы разбрелись по округе, многие родственники из соседних деревень боялись брать своих и пускали только в сараи или бани, потому что свирепствовал тиф, до освобождения БССР советской армией оставался почти 1 год. 
На краю деревни уцелел маленький деревянный сарай — ёвня, 7 семей проживали в этой ёвне.

## Население
- 1999 год — 64 человека
- 2010 год — 50 человек